# Кубок Ліхтенштейну з футболу 2003—2004
Кубок Ліхтенштейну з футболу 2003—2004 — 59-й розіграш кубкового футбольного турніру в Ліхтенштейні. Титул здобув Вадуц.

## Календар
| Раунд                 | Дата                           | Матчі | Клуби   |
| --------------------- | ------------------------------ | ----- | ------- |
| Кваліфікаційний раунд | 23 - 24 вересня 2003           | 1     | 19 → 16 |
| Перший раунд          | 21 жовтня 2003 - 1 квітня 2004 | 8     | 16 → 8  |
| 1/4 фіналу            | 7 - 12 квітня 2004             | 4     | 8 → 4   |
| 1/2 фіналу            | 5 - 19 травня 2004             | 2     | 4 → 2   |
| Фінал                 | 25 травня 2004                 | 1     | 2 → 1   |

## Кваліфікаційний раунд
| Команда 1       | Рахунок         | Команда 2       |
| --------------- | --------------- | --------------- |
| 23 вересня 2003 |                 |                 |
| Вадуц-2         | 0–1             | Трізен III      |
| 24 вересня 2003 |                 |                 |
| Ешен-Маурен IV  | 2–2 дч пен. 2–4 | Шан II          |
| Трізен II       | 0–0 дч пен. 3–4 | Ешен-Маурен III |

## Перший раунд
| Команда 1      | Рахунок | Команда 2       |
| -------------- | ------- | --------------- |
| 21 жовтня 2003 |         |                 |
| Шан II         | 0–11    | Вадуц           |
| Бальцерс II    | 0–1     | Трізен          |
| Руггелль       | 2–4     | Ешен-Маурен II  |
| 22 жовтня 2003 |         |                 |
| Руггелль II    | 1–5     | Ешен-Маурен     |
| Трізенберг II  | 3–2     | Шан             |
| Шан III        | 2–5     | Трізенберг      |
| Трізен III     | 3–2     | Ешен-Маурен III |
| 1 квітня 2004  |         |                 |
| Вадуц II       | 0–1     | Бальцерс        |

## 1/4 фіналу
| Команда 1      | Рахунок | Команда 2   |
| -------------- | ------- | ----------- |
| 7 квітня 2004  |         |             |
| Ешен-Маурен II | 2–3     | Бальцерс    |
| Трізен III     | 1–2     | Трізенберг  |
| 10 квітня 2004 |         |             |
| Трізенберг II  | 0–11    | Ешен-Маурен |
| 12 квітня 2004 |         |             |
| Трізен         | 0–9     | Вадуц       |

## 1/2 фіналу
| Команда 1      | Рахунок | Команда 2 |
| -------------- | ------- | --------- |
| 5 травня 2004  |         |           |
| Трізенберг     | 1–2     | Бальцерс  |
| 19 травня 2004 |         |           |
| Ешен-Маурен    | 2–5     | Вадуц     |

## Фінал
| 25 травня 2004 |

| Вадуц                                                           | 5–0 | Бальцерс |
| --------------------------------------------------------------- | --- | -------- |
| М. Польверіно 30' Д. Польверіно 31', 79' М. Перес 45' Гоурі 73' |     |          |

| Райнпарк, Вадуц Глядачів: 700 Арбітр: Рето Рутц (Ліхтенштейн) |